# Тихабой
Тихабой (словен. Tihaboj) — поселення в общині Літія, Осреднєсловенський регіон, Словенія. Висота над рівнем моря: 374 м.